# Тхелидзе, Ерастий Абесаломович
Ерастий Абесаломович Тхелидзе (1924 год, село Сагандзил, Шорапанский уезд, Кутаисская губерния, ССР Грузия — неизвестно, село Сагандзил, Харагаульский район, Грузинская ССР) — звеньевой колхоза «Цители схиви» Лашинского сельсовета Орджоникидзевского района, Грузинская ССР. Герой Социалистического Труда (1949).

## Биография
Родился в 1924 году в крестьянской семье в селе Сагандзил Шорапанского уезда. В послевоенные годы — звеньевой комсомольско-молодёжного звена бригады Георгия Кирилловича Тхелидзе в колхозе «Цители схиви» Орджоникидзевского района.
В 1948 году звено под его руководством собрало в среднем с каждого гектара по 100,1 центнера винограда шампанских вин на площади 3 гектара. Указом Президиума Верховного Совета СССР от 9 августа 1949 года удостоен звания Героя Социалистического Труда за «получение высоких урожаев винограда в 1948 году» с вручением ордена Ленина и золотой медали «Серп и Молот» (№ 4415).
Этим же Указом званием Героя Социалистического Труда были награждены труженики колхоза «Цители схиви» звеньевые Матико Мелитоновна Кикнадзе и Иван Павлович Квиникадзе.
За выдающиеся трудовые достижения по итогам работы в 1949 году награждён вторым Орденом Ленина, а его бригадир Георгий Тхелидзе был удостоен звания Героя Социалистического Труда.
После выхода на пенсию проживал в родном селе Сагандзил Харагаульского района. С 1984 года — персональный пенсионер союзного значения. Дата смерти не установлена.
Награды
- Герой Социалистического Труда
- Орден Ленина — дважды (1948; 05.09.1950)